# 佩切拉
48°51′18″N 28°43′12″E / 48.85500°N 28.72000°E
佩切拉（烏克蘭語：Пече́ра），是烏克蘭的村落，位於該國西南部文尼察州，由圖利欽區負責管轄，始建於1580年，面積2.3平方公里，海拔高度231米，2001年人口1,141，人口密度每平方公里496.09人。